# Rundara

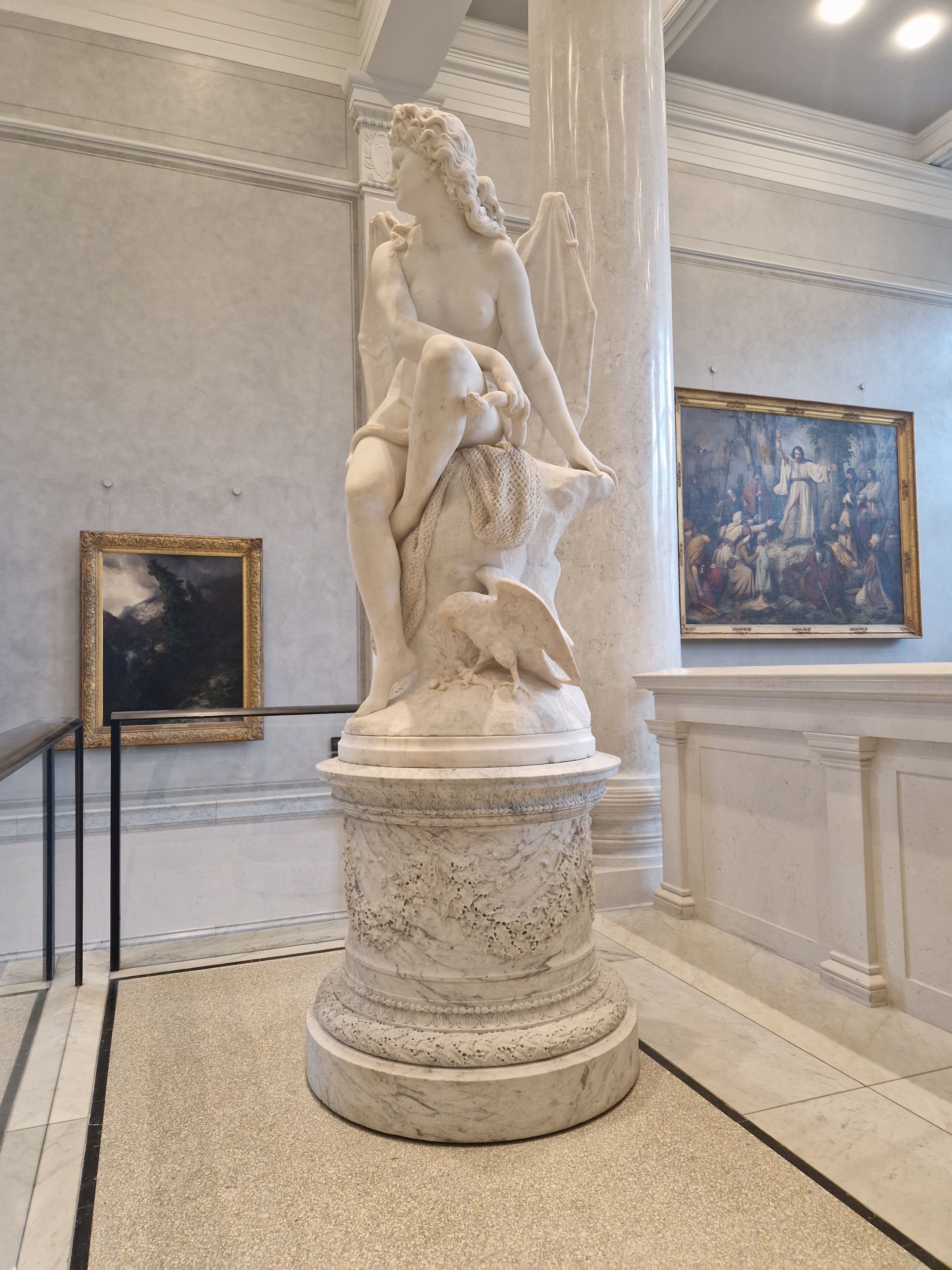
Rundara mit Skulptur in der Alten Nationalgalerie, Berlin

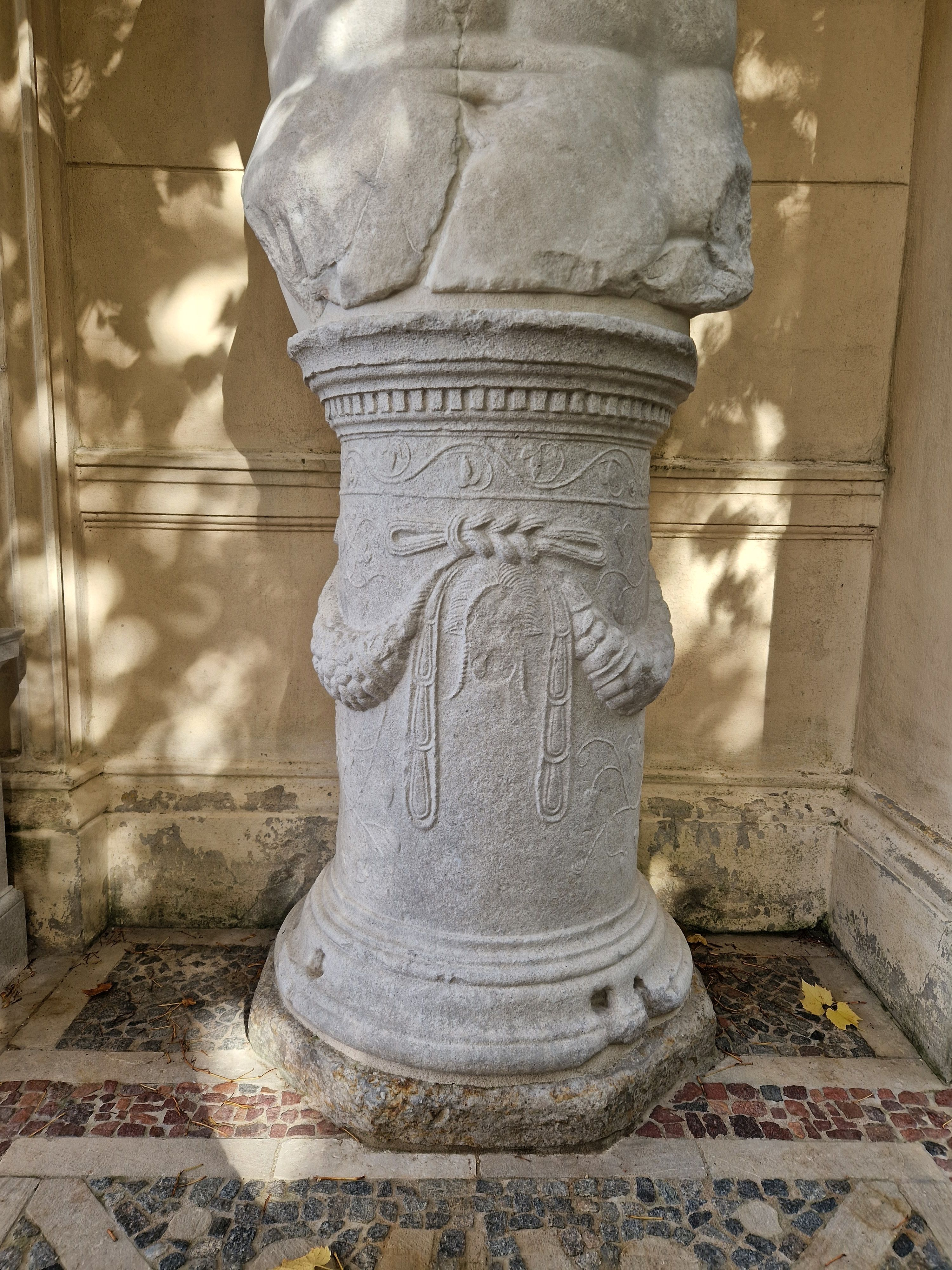
Rundara am Kavalierflügel des Schloss Glienicke, Berlin

Eine Rundara ist ein runder, verzierter Sockel für Statuen, in der römischen Antike ein geweihter Altar oder Grabaltar. Auf die ursprüngliche Verwendung könnte der Wortbestandteil "Ara", lateinisch "Altar", hindeuten. Die überlieferten Stücke sind aus Marmor oder Kalkstein und zeigen Reliefs archaischer schreitender Götter, opfernder Götter oder Girlanden.